# NGC 2282
NGC 2282 је рефлексиона маглина у сазвежђу Једнорог која се налази на NGC листи објеката дубоког неба.
Деклинација објекта је + 1° 18' 54" а ректасцензија 6h 46m 51,2s. Привидна величина (магнитуда) објекта NGC 2282 износи 5,4. NGC 2282 је још познат и под ознакама IC 2172, CED 87, assoc. w OCL 535.